# Conasprella kohni
Conasprella kohni es una especie de caracol de mar, molusco gasterópodo marino de la familia Conidae, conocidos como los caracoles cono, conchas cono o conos.

## Distribución
Esta especie marina es endémica de las Islas Galápagos, Ecuador.